# Navarredonda de la Rinconada

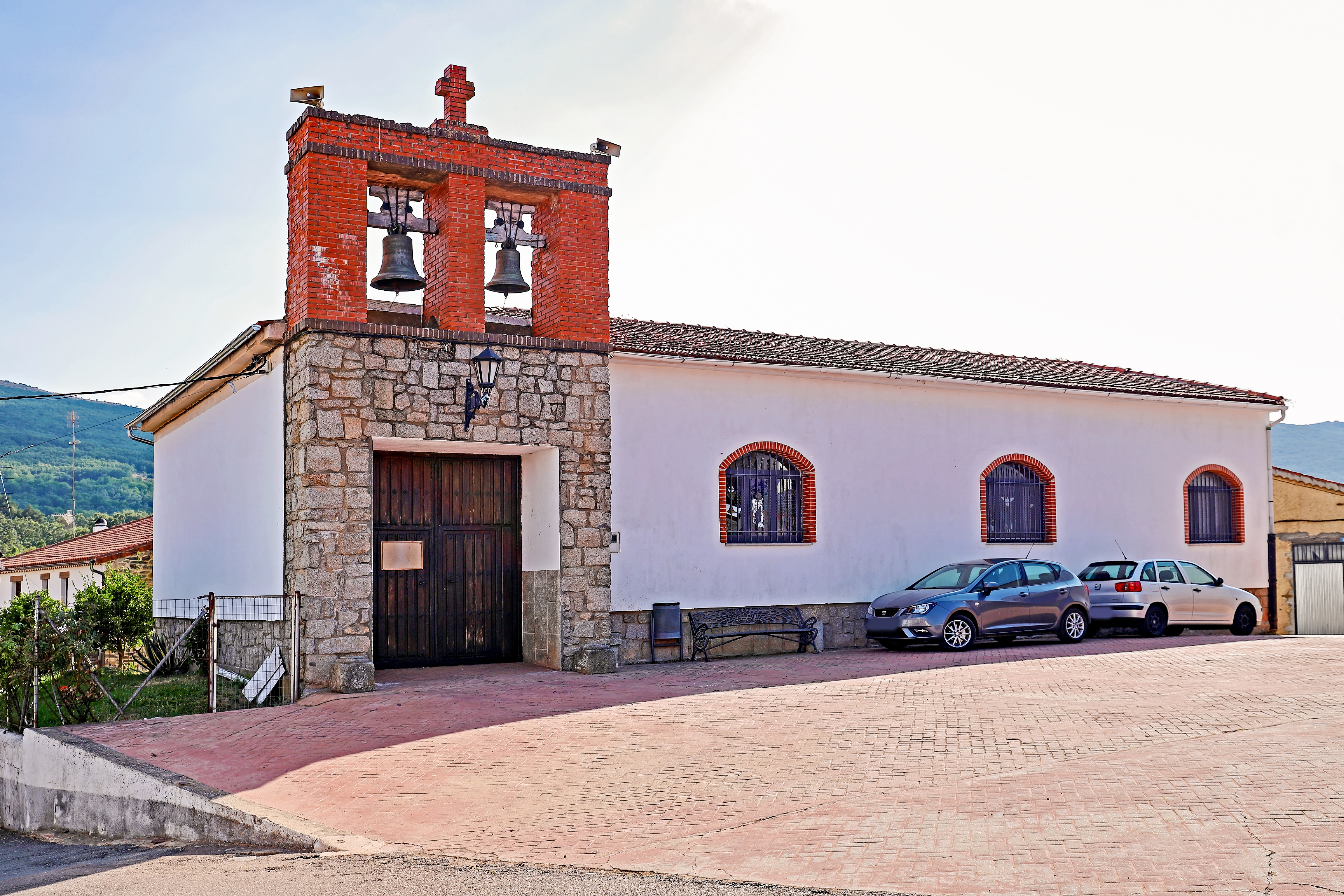
Iglesia parroquial

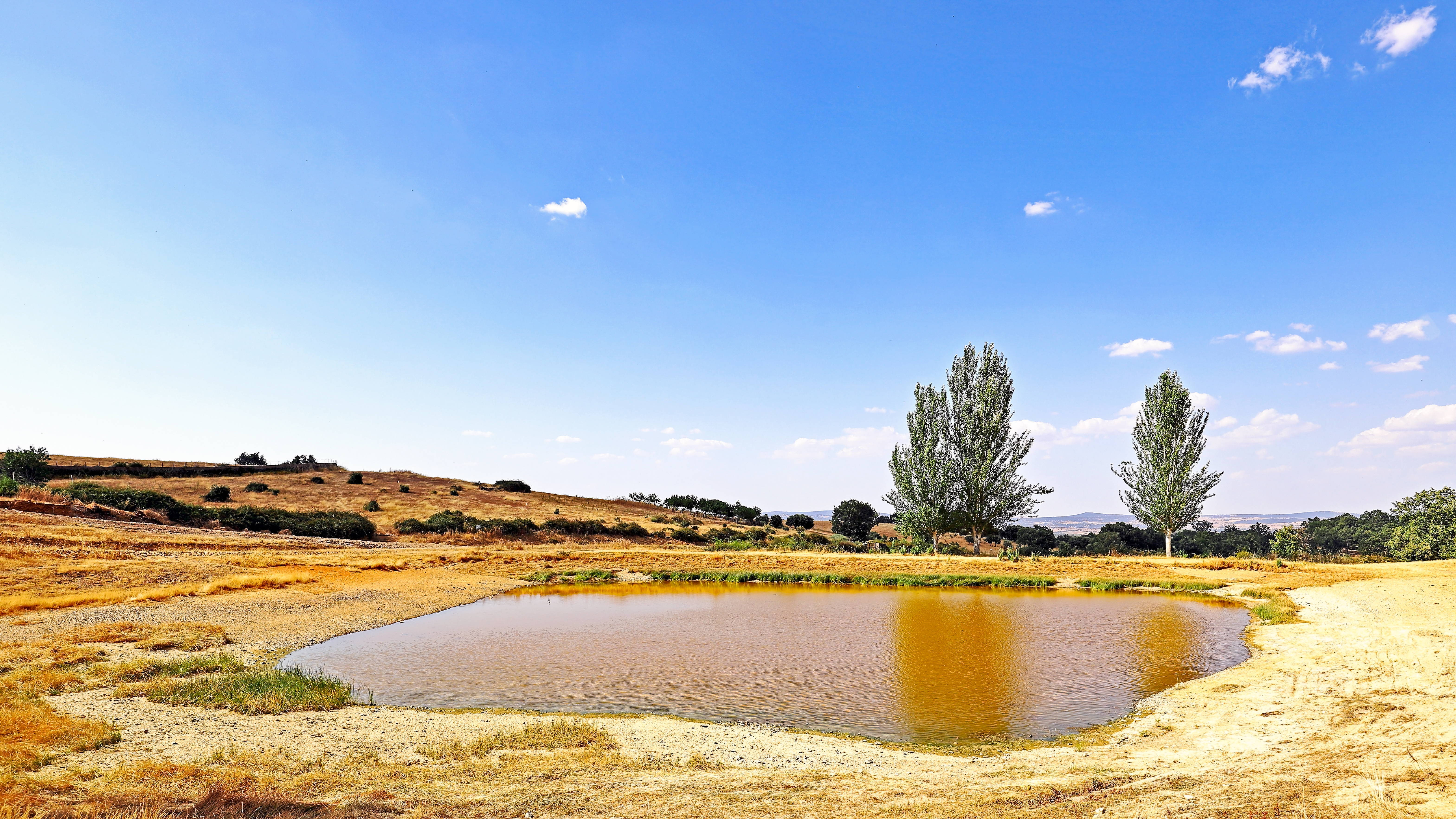
Laguna

Navarredonda de la Rinconada es un municipio y localidad española de la provincia de Salamanca, en la comunidad autónoma de Castilla y León. Se integra dentro de la comarca de la Sierra de Francia, la subcomarca de Las Quilamas y la microcomarca de La Calería.
Su término municipal está formado por un solo núcleo de población, ocupa una superficie total de 13,12 km² y según los datos demográficos recogidos en el padrón municipal elaborado por el INE en el año 2017, cuenta con una población de 173 habitantes.

## Historia
La fundación de Navarredonda de la Rinconada se encuadra dentro del proceso de repoblación llevado a cabo en la zona por los reyes leoneses en la Edad Media, pasando Navarredonda a formar parte del arciprestazgo de la Valdobla de la jurisdicción de Salamanca, dentro del Reino de León. Con la creación de las actuales provincias en 1833, fue incluida en la provincia de Salamanca, dentro de la Región Leonesa.

## Demografía
Navarredonda de la Rinconada cuenta con una población de 151 habitantes (INE 2024).
| Gráfica de evolución demográfica de Navarredonda de la Rinconada entre 1842 y 2021                                  |
| |
| Población de derecho según los censos de población del INE Población de hecho según los censos de población del INE |

Según el Instituto Nacional de Estadística, Navarredonda tenía, a 31 de diciembre de 2018, una población total de 177 habitantes, de los cuales 90 eran hombres y 87 mujeres. Respecto al año 2000, el censo refleja 278 habitantes, de los cuales 141 eran hombres y 137 mujeres. Por lo tanto, la pérdida de población en el municipio para el periodo 2000-2018 ha sido de 101 habitantes, un 36 % de descenso.

## Administración y política
| Periodo   | Nombre               | Partido | Partido                                  |
| --------- | -------------------- | ------- | ---------------------------------------- |
| 2003-2007 | José Ignacio Herrero |         | Partido Socialista Obrero Español (PSOE) |
| 2007-2011 | Óscar Enrique Melero |         | Partido Socialista Obrero Español (PSOE) |
| 2011-2015 | Marcelino Martín     |         | Partido Popular (PP)                     |
| 2015-2023 | Fermín González      |         | Partido Socialista Obrero Español (PSOE) |

| Partido político                         | 2019  | 2019  | 2019       | 2015  | 2015  | 2015       | 2011  | 2011  | 2011       | 2007  | 2007  | 2007       | 2003  | 2003  | 2003       |
| Partido político                         | %     | Votos | Concejales | %     | Votos | Concejales | %     | Votos | Concejales | %     | Votos | Concejales | %     | Votos | Concejales |
| Partido Socialista Obrero Español (PSOE) | 53,33 | 56    | 4          | 53,17 | 67    | 4          | 14,41 | 17    | 1          | 53,98 | 61    | 4          | 56,49 | 87    | 4          |
| Partido Popular (PP)                     | 40,26 | 62    | 1          | 31,75 | 40    | 1          | 62,71 | 74    | 4          | 45,13 | 51    | 3          | 32,79 | 60    | 2          |
| Coalición SI por Salamanca (SI)          | —     | —     | —          | —     | —     | —          | 4,24  | 5     | 0          | —     | —     | —          | —     | —     | —          |

El alcalde de Navarredonda de la Rinconada no recibe ningún tipo de prestación económica por su trabajo al frente del Ayuntamiento (2017).